# Faysal Alsharaa
Faysal Shaban Alsharaa (* 2. November 1986) ist ein ehemaliger libyscher Radrennfahrer.
Faysal Alsharaa wurde bei der Tour du Sénégal 2008 auf dem dritten Teilstück nach Kaolack Dritter hinter dem Tagessieger Martinien Tega, auf der fünften Etappe nach Saint-Louis wurde er Zweiter hinter Joeri Calleeuw und die siebte Etappe nach Thiès konnte er schließlich für sich entscheiden. In der Gesamtwertung der UCI Africa Tour 2009 belegte er auf Grund dieser Ergebnisse zwischenzeitlich den dritten Rang.

## Erfolge
2008
- eine Etappe Tour du Sénégal